# Ray Wehnes Barker
Ray Wehnes Barker, ameriški general, * 10. december 1889, † 28. junij 1974.
Najbolj je poznan kot namestnik načelnika štaba za evropski teater operacij (1943–1944) in namestnik načelnika štaba Supreme Headquarters Allied Expeditionary Force.

## Življenjepis
Po vstopu v aktivno vojaško službo je bil sprva pripadnik 15. konjeniškega polka (1910–1913), nato pa je bil leta 1913 povišan v drugega poročnika konjenice. Pozneje se je udeležil še mehiške kazenske ekspedicije (1916–1917), nato pa je bil premeščen k poljski artileriji, v sestavi katere (13. poljskoartilerijski polk) je bil poslan na zahodno fronto. Leta 1928 je končal Poveljniški in generalštabni kolidž Kopenske vojske ZDA in leta 1940 še Vojni kolidž Kopenske vojske ZDA. 
Med junijem 1940 in aprilom 1941 je bil poveljnik 31. poljskoartilerijskega polka, nato pa je prevzel poveljstvo 30. poljskoartilerijskega polka (junij 1941–april 1942). Potem, ko je bil julija 1942 povišan v brigadnega generala, je postal namestnik načelnika štaba za Evropski teater (1943–1944) in namestnik načelnika štaba SHAEF (1944–1946). Januarja 1946 je postal poveljnik 78. pehotne divizije, kateri je poveljeval do njene demobilizacije maja 1946. Sam se je iz vojaške službe upokojil februarja 1947.
Med letoma 1946 in 1960 je bil nato ravnatelj The Manlius School, samostojne, univerzitetno-pripravljalne vojaške šole za fante. 